# Konarzyny (Chojnice)
Pour les articles homonymes, voir Konarzyny.
Konarzyny est un village polonais de la voïvodie de Poméranie et du powiat de Chojnice. Il est le siège de la gmina de Konarzyny. 

## Histoire
De 1818 à 1920, Groß Konarczyn fait partie de l'arrondissement de Schlochau dans le district de Marienwerder, administré par la province de Prusse-Occidentale.